# قطعنامه ۲۰۵۸ شورای امنیت
قطعنامهٔ ۲۰۵۸ شورای امنیت سازمان ملل متحد سندی بین‌المللی دربارهٔ تمدید مأموریت نیروهای حافظ صلح سازمان ملل متحد در قبرس است. این قطعنامه طی نشست شورای امنیت سازمان ملل متحد در تاریخ ۱۹ ژوئیه ۲۰۱۲ میلادی با ۱۳ رأی موافق، ۲ مخالف و ۰ ممتنع به تصویب رسید.